# Реджіна-Марія
Реджіна-Марія (рум. Regina Maria) — село в Молдові у Сороцькому районі. Назва села перекладається з молдавської як «Королева Марія». Раніше називалось Котовськ. Адміністративний центр однойменної комуни, до складу якої також входить село Лугове.
| Молдова | Це незавершена стаття з географії Молдови. Ви можете допомогти проєкту, виправивши або дописавши її. |